# Lúčne sedlo
Lúčne sedlo (seltener Štôlske sedlo; deutsch Lukasattel oder Lukajoch, ungarisch Lukahágó, polnisch Stwolska Przełęcz) ist ein 2168 m n.m. hoher Sattel (Pass) auf der slowakischen Seite der Hohen Tatra. Der breite Sattel überquert einen vom südlichen Gipfel der Končistá nach Westen verlaufenden Seitengrat auf dem Weg zum westlich gelegenen Berg Tupá und trennt die Täler Štôlska dolina im Süden und Zlomiská im Norden.

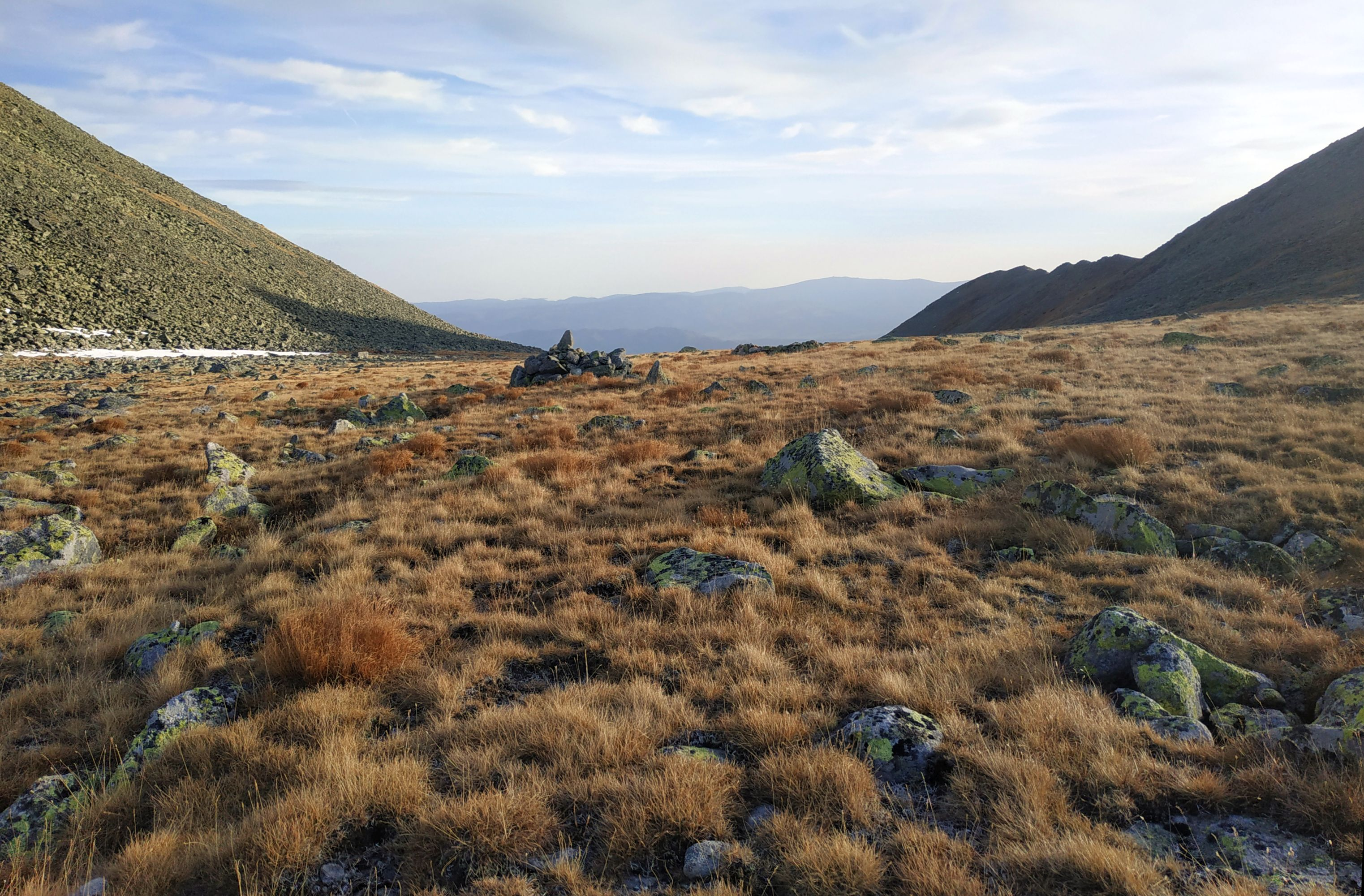
Blick auf der Passhöhe

Lúčne sedlo ist vom Süden relativ leicht erreichbar und hat dort den Charakter einer Hochgebirgswiese. Nach dieser Gegebenheit erhielt der Sattel seinen Namen, da das slowakische Wort lúčne ein Adjektiv zum Substantiv lúka, auf Deutsch Wiese, ist. Der Aufstieg vom Norden führt hingegen durch steiles Gelände und Trümmerfelder. Im Polnischen trägt der Sattel den Namen des Tals Štôlska dolina und somit des Ortes Štôla (deutsch Stollen).
Zum Sattel führt kein touristisch markierter Wanderweg, lediglich ein nicht markierter Pfad von den Bergen Ostrva und Tupá heraus.